# Sonata para piano n.° 5 (Skriabin)

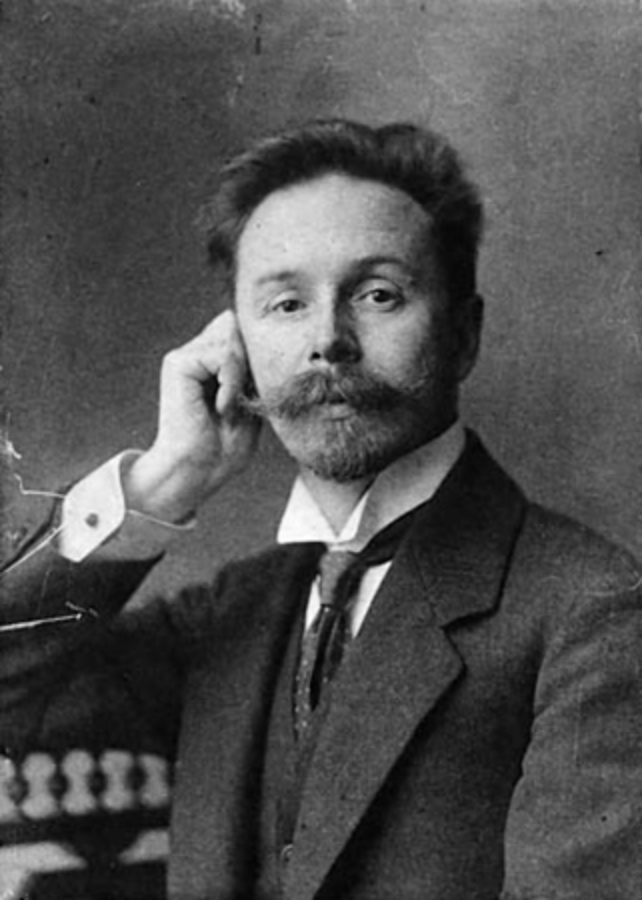
Aleksandr Skriabin (1872-1915)

La Sonata para piano n.º 5, op. 53, es una pieza escrita por Aleksandr Skriabin en 1907. Esta fue su primera sonata escrita en un solo movimiento, formato que conservó a partir de entonces. Una interpretación normal dura de 11 a 12 minutos. La obra se considera una de las composiciones más difíciles de Skriabin, tanto técnica como musicalmente.

## Composición

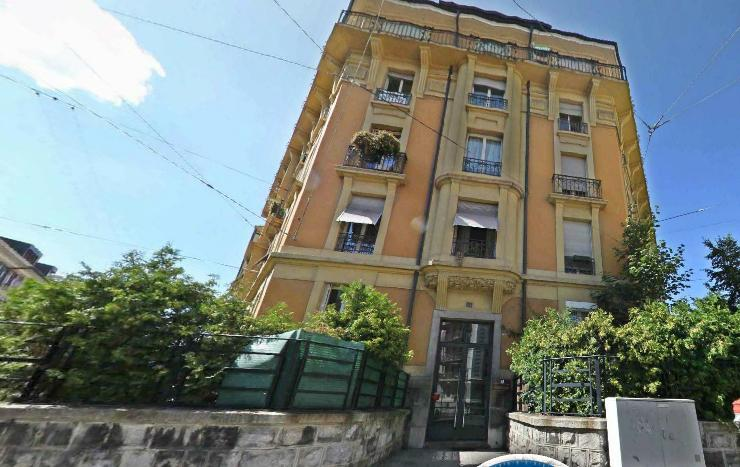
Avenue de la Harpe 14, Lausana, Suiza, donde vivió Skriabin entre 1907 y 1908. Aquí revisó la partitura de su Poème de l'Extase y compuso su Quinta Sonata para piano.

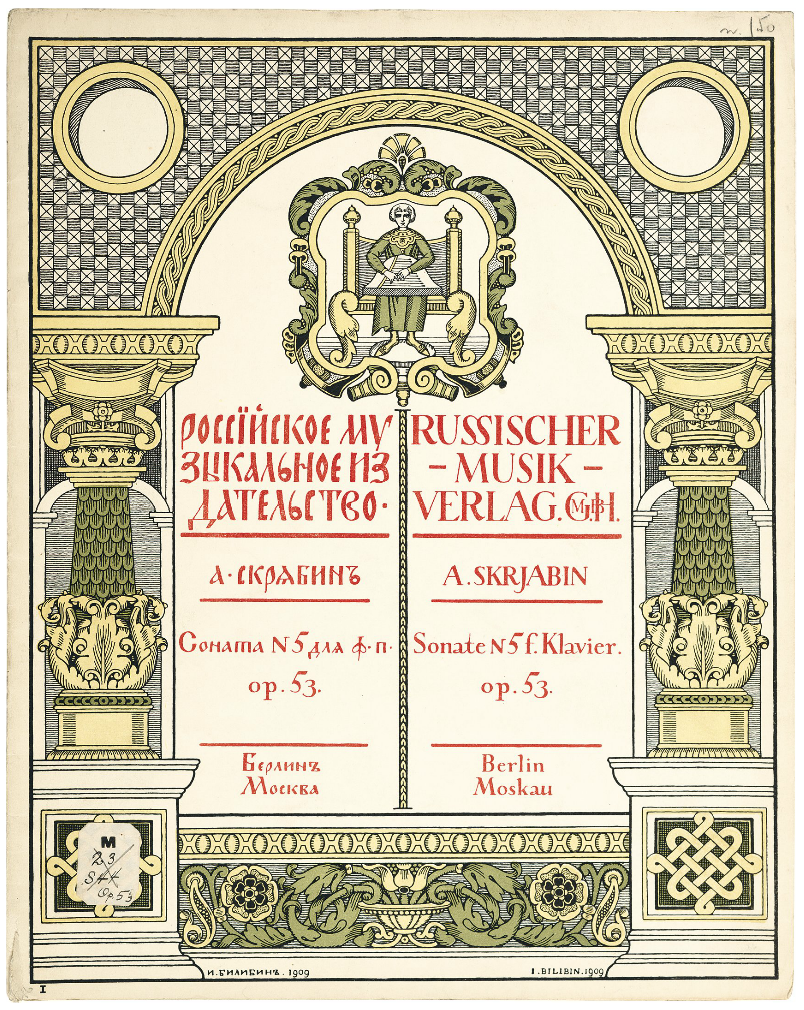
Portada de una de las primeras ediciones de la obra. Editorial Russischer Musikverlag, 1910. El grabado es de Ivan Bilibin.

Después de terminar de componer su poema sinfónico Le Poème de l'Extase, Op.54, Skriabin no se sentía cómodo viviendo en París. A principios de septiembre de 1907 escribió:
La vida es tremendamente cara y el clima podrido. El aire en las zonas donde podríamos encontrar un apartamento lo suficientemente grande para nosotros a un precio razonable es espantoso... y no se puede hacer ningún ruido. Hay que llevar zapatillas en casa a partir de las 10 de la noche. 
Skriabin decidió irse a vivir a Lausana con su esposa embarazada Tatyana, ya que encontraba esta ciudad más barata, más tranquila, más saludable, y a sólo 7 horas de París. Además, hizo imprimir su música allí, ya que recientemente había roto su asociación a largo plazo con el editor ruso Mitrofán Beliáyev debido a discrepancias financieras.

En su nuevo y tranquilo hogar en el Edificio C de la Place de la Harpe, Skriabin podía tocar el piano sin temor a las quejas de los vecinos, y pronto comenzó a componer nuevamente, junto con las revisiones que estaba haciendo a la partitura de Le Poème. El 8 de diciembre, Tatyana le escribió a una amiga:
Salimos un poco, habiendo recuperado el sueño. Empezamos a parecer normales otra vez. Sasha incluso ha empezado a componer: ¡la quinta sonata! ! ! No puedo creer lo que oigo!. ¡Es increíble! Esa sonata brota de él como una fuente. Todo lo que has oído hasta ahora no es nada. Ni siquiera se puede decir que sea una sonata. Nada se puede comparar con eso. La ha tocado varias veces y todo lo que tiene que hacer es escribirla. . . 
A finales de diciembre, Skriabin le escribió a Morozova sobre la inminente finalización de su nueva obra:
El Poema del Éxtasis me quitó gran parte de mis fuerzas y puso a prueba mi paciencia. . . . Hoy casi he terminado mi quinta sonata. Es un gran poema para piano y la considero la mejor composición que he escrito jamás. No sé por qué milagro lo logré. . . 
Aunque la redacción real sólo duró seis días, del 8 al 14 de diciembre de 1907, algunas ideas se habían concebido mucho antes. Los nueve compases iniciales del primer tema de la exposición, Presto con allegrezza, se pueden encontrar en un cuaderno de 1905 a 1906, cuando Skriabin estaba en Chicago. Otro cuaderno de 1906 contiene el tema Imperioso, aunque también se pueden distinguir elementos del Meno vivo , así como pasajes esbozados de algunas otras secciones.
La forma de componer de Skriabin era única y alejada de otros métodos. Ideaba sus composiciones improvisando en el piano, procedimiento que también seguían Chopin y Wagner, a diferencia de otros que creían que las ideas musicales debían considerarse en un escritorio. Se distinguía por una memoria infalible, por lo que siempre componía composiciones enteras antes de anotarlas en el papel, llevaba la composición dentro de sí, para que creciera, cambiara, se transformara en él hasta alcanzar su forma definitiva. Sólo entonces cogía el papel y escribía toda la composición, por larga que fuera, prácticamente de una sola tirada, de un solo golpe, lo que despertaba asombro y también desconfianza. De hecho, sus obras están construidas de manera tan orgánica a partir de ideas musicales básicas que parecen minuciosamente pensadas y construidas. En realidad, sin embargo, surgieron de una especie de fantasía organizada, que no permitía la intrusión de elementos extraños, quizás incompatibles con la mentalidad musical del compositor.
Skriabin incluyó en esta sonata para piano, el siguiente poema extraído de su ensayo Le Poème de l'Extase:
- ¡Os llamo a la vida, oh fuerzas misteriosas!

    Ahogado en las oscuras profundidades
    Del espíritu creativo, temeroso
    Anhelos de vida, ¡os traigo audacia!
Cinco meses después de su finalización, Skriabin publicó él mismo la obra en Lausana, realizando una edición de 300 ejemplares. Posteriormente le regaló la partitura autógrafa a su alumno Alfred La Liberté. En 1971, la viuda de este pianista donó el manuscrito, junto con varios otros documentos, al Museo Skriabin.
La obra fue estrenada el año siguiente, el 18 de noviembre de 1908, en Moscú por el pianista Mark Meitschik.

## Lenguaje armónico
Según Samson, a diferencia de sus sonatas posteriores, la forma sonata todavía tiene en esta obra algún significado para su estructura tonal. En ese sentido podría decirse que la sonata está en fa sostenido mayor, pero también se podría decir que la sonata es atonal debido a su falta de un centro tonal definido.La obra presenta una de las extrañas apariciones del acorde místico completo característico del compositor, escrito en cuartas (compases 264 y 268). Jim Samson señala que encaja bien con las sonoridades y armonías predominantemente dominantes de Skriabin.

## Grabaciones
Esta es la sonata más grabada de Skriabin. El pianista Sviatoslav Richter la describió como la pieza más difícil de todo el repertorio para piano.
Las grabaciones notables incluyen las de Alexei Sultanov, Vladimir Ashkenazy, Vladimir Horowitz, Sviatoslav Richter, Vladimir Sofronitsky, Michael Ponti, Samuil Feinberg, Glenn Gould, Garrick Ohlsson, Marc-André Hamelin, Bernd Glemser, Maria Lettberg, Igor Zhukov y Pietro Scarpini.